# Ламаз, Эрик
Эрик Ламаз (англ. Eric Lamaze, 17 апреля 1968, Монреаль, Квебек) — канадский конкурист, олимпийский чемпион.

## Биография
Эрик Ламаз родился в Монреале, Квебеке. Эрика учили верховой езде с ранних лет, его первым тренером была Диана Дюбюк. Ламаз вырос в Монреале, в неспокойном доме под присмотром его бабушки. В 15 лет он бросил школу, и начал работать в конной индустрии под руководством лучших тренеров, таких как Роджер Делорье, Джордж Моррис, Джей Хейс и Хью Грэм. Его природный дар к верховой езде был замечен, и с небольшой финансовой поддержкой он смог создать свой путь к вершине спорта.
В настоящее время Эрик живёт в Шомберге, Онтарио где он тренирует молодых спортсменов в своей конюшне Torrey Pines.

## Карьера
Карьера Эрика взлетела в начале 1990-х. Он начал участвовать в Гран-при (высшего уровня) в 1992 году, а уже через год он был взят в канадскую сборную по конному спорту. В 1994 году он представлял Канаду на Всемирных конных играх.
В 2007 г. Ламаз стал первым канадцем конкуристом за 20 лет, который попал в первую десятку в мировом рейтинге. Также он был первым североамериканским конкуристом, который превысил один миллион призовых денег в год, треть этих доходов он получил в результате победы на CN Международном Гран-при в Спрус-Медоуз.
В январе 2009 г. Rolex World Rankings по конкуру и Международная Федерация Конного Спорта, впервые Ламаз был номинирован на первое место. Эрик вернулся в топ в июле 2010 г.

### Олимпийские игры
Эрик Ламаз был взят в канадскую сборную для летних Олимпийских игра 1996 в Атланте, штат Джорджия. Но был исключен и отстранен на 4 года из за положительного результат теста на кокаин. Это отстранение было сокращено до 7 месяцев, после апелляции. Возвращение Эрика в сборную было рассмотрено, и как ключевой член канадской сборной он был возобновлен для Олимпийских игр в Сиднее. Но он снова был исключен из команды, когда анализы дали положительный результат на запрещенные вещества (холодной лекарства и таблетки для похудения, а позже кокаин). На этот раз запрет был на всю жизнь, но в конечном счете был отменен.
Эрик потратил следующие 7 лет на восстановление своей карьеры и поврежденной репутации.

### Другие основные победы с Хикстедом
- Сентябрь 2007 — Spruce Meadows $ 1 миллион на CN Международных
- Октябрь 2009 — € 120,000 Equita Masters в Лионе, Франция
- Июль 2010 — Всемирный конный фестиваль в Аахене, Германия
- Июль 2010 — Spruce Meadows $ 200,000 Королевский Кубок Елизаветы II
- Май 2011 — € 200,000 Евро Гран-при в Риме, € 200,000 Евро Гран-при La Baule
- Июль 2011 — Spruce Meadows $ 200,000 Королевский Кубок Елизаветы II (запись 4x)
- Август 2011 — Победа 1,55 соревнование в Роттердаме, Нидерланды € 23,000
- Сентябрь 2011 — Spruce Meadows $ 1 миллион на CN Международных, Гран-при в Барселоне € 100,000